# Teplice nad Metují
Teplice nad Metují település Csehországban, Náchodi járásban. Teplice nad Metují Adršpach, Žďár nad Metují, Jívka, Vernéřovice, Jetřichov, Česká Metuje, Police nad Metují és Meziměstí településekkel határos. Lakosainak száma 1713 fő (2024. január 1.).

## Népesség
A település lakosságának változását az alábbi diagram mutatja:
| Lakosok száma | 6495 | 6128 | 5475 | 2447 | 2136 | 1698 | 1696 | 1626 | 1567 | 1713 |
|               | 1869 | 1900 | 1921 | 1961 | 1980 | 2011 | 2016 | 2019 | 2021 | 2024 |